# Det gode liv
Det gode liv er det attende studiealbum fra den danske popgruppe tv·2. Albummet udkom den 27. februar 2015 på PladeSelskabet Have a Cigar og Universal Music. Albummet er produceret af Andreas "Maskinen" Sommer og Mads Bjørn, og er ifølge Universal "gået efter en mere organisk lyd og større spændvidde i deres udtryk." Albummets første single "Frys" udkom den 12. januar 2015, og om sangen har forsanger Steffen Brandt udtalt: "Frys er både den kulde der rammer helt ind i hjertet og samtidig den kraft der stædigt ønsker at fastholde øjeblikket: Det øjeblik, hvor man er tilstede og alting giver mening. Lad bare det nu vare for evigt. Please!".
Albummet centrerer om temaet kærlighed, og Steffen Brandt har forklaret:
| Citat | Kærligheden viser sig gang på gang ikke bare at overvinde, men også overleve alt. Den er en katalysator for de store uafklarede spørgsmål, som ikke har andre steder at gå hen. Kærlighedssangen i klassisk betydning indeholder mere end den nøgterne afdækning af parforholdets kampzoner. Længslen, savnet og ensomheden som en stærk og vedholdende del af livet glider ind og udvider det tilsyneladende indlysende enkle pop-omkvæd: Hvorfor har du forladt mig over i retning af forfatteren Per Højholts galgenhumoristiske spørgsmål: Hvorfor skal vi omsider dø? Men inden da er der et liv, der skal leves og en tilværelse, som skal afsøges for chancer man KUNNE have overset. Og dybder, man kunne forsvinde i. | Citat |
|       | |       |

Den danske Hollywood-skuespillerinde Connie Nielsen medvirker på numrene "Brev til Mona" og "Berlin", og om samarbejdet har Steffen Brandt udtalt: "Vi har altid beundret hendes approach, hendes stil og hendes integritet. At overleve så mange år i en verden værre end vores kræver sin kvinde".
Det gode liv debuterede som nummer ét på hitlisten, med 4187 solgte og streamede enheder efter at have været tilgængelig i tre dage. Den 10. april 2015 modtog albummet guld for 10.000 solgte eksemplarer. Albummet var det 15. bedst sælgende album i Danmark i 2015.
Den 20. november blev albummet genudgivet digitalt og til streaming med det nye nummer "En selvisk gigant", hvor sangerinden Ane Trolle medvirker. Sangen er en fortolkning af Damon Albarns "The Selfish Giant" (2014), og har hidtil ikke kunne udgives pga. manglende tilladelse.

## Spor
Alt tekst og musik er skrevet af Steffen Brandt. Alle sange er produceret af Andreas "Maskinen" Sommer og Mads Bjørn; undtagen "Grib karpen" co-produceret af Anders Christensen og Peter Lützen.
| #   | Titel                               | Længde |
| --- | ----------------------------------- | ------ |
| 1.  | "Dig og så mig (og alt det derude)" | 3:41   |
| 2.  | "Brev til Mona"                     | 4:08   |
| 3.  | "Nu da vi ikke er kærester mere"    | 3:35   |
| 4.  | "Grib karpen"                       | 3:57   |
| 5.  | "Frys"                              | 3:53   |
| 6.  | "Hospitalet for ødelagte ting"      | 3:24   |
| 7.  | "Sommeren med mig og Monika"        | 3:21   |
| 8.  | "Lee Harvey Oswald Helmuth"         | 4:40   |
| 9.  | "Bagud af dansen"                   | 3:24   |
| 10. | "Den øverste knap"                  | 4:03   |
| 11. | "Berlin"                            | 5:34   |

| 1.  | "En selvisk gigant" (skrevet af Damon Albarn) | 3:33 |
| 2.  | "Dig og så mig (og alt det derude)"           | 3:41 |
| 3.  | "Brev til Mona"                               | 4:08 |
| 4.  | "Nu da vi ikke er kærester mere"              | 3:35 |
| 5.  | "Grib karpen"                                 | 3:57 |
| 6.  | "Frys"                                        | 3:53 |
| 7.  | "Hospitalet for ødelagte ting"                | 3:24 |
| 8.  | "Sommeren med mig og Monika"                  | 3:21 |
| 9.  | "Lee Harvey Oswald Helmuth"                   | 4:40 |
| 10. | "Bagud af dansen"                             | 3:24 |
| 11. | "Den øverste knap"                            | 4:03 |
| 12. | "Berlin"                                      | 5:34 |

## Medvirkende
| - Andreas "Maskinen" Sommer – producer, mixer, mastering, yderligere keyboards og guitar - Mads Bjørn – producer, mixer, mastering, yderligere keyboards og guitar - Lasse Baunkilde – mixer, mastering - Morten Karlkvist – executive producer - Christian Møller – executive producer - Bo Andersen – executive producer - Krenne – teknik - Jeppe Anderson – teknik - Kristian Gislason – teknik - Steffen Brandt – tekst, musik, vokal, keyboards, akustisk guitar - Sven Gaul – trommer - Hans Erik Lerchenfeld – guitar - Georg Olesen – bas - Connie Nielsen – vokal (spor 2 og 11) - Jørgen Leth – vokal (spor 10) - Peter Lützen – guitar (spor 4), co-producer (spor 4) | - Anders Christensen – keyboards (spor 4), programmering (spor 4), co-producer (spor 4) - Amalie Stender – vokal (spor 4) - Aalborg Symfoniorkester – orkester (spor 1) - Christian Baltzer – dirigent (spor 1) - Michael Pilgaard – producent (spor 1) - John Kristensen – arrangement (spor 1) - Henrik Nilsson – teknik (spor 1) - Niels Hoppe – saxofon, arrangement (spor 2 og 8) - Anders Majlund Christensen – trombone (spor 2 og 8) - Jan Lynggaard – trompet, flygelhorn (spor 2 og 8) - Josefine Opsahl – cello (spor 1 og 7) - Peter Dencker – yderligere keyboards og guitar - Mads Brinch Nielsen – yderligere preproduktion - Jacob Bredahl – yderligere preproduktion - Snorre B. – yderligere preproduktion |

## Hitlister
| Hitliste (2015)        | Højeste placering |
| ---------------------- | ----------------- |
| Danmark (Album Top-40) | 1                 |

| Hitliste (2015) | Placering |
| --------------- | --------- |
| Danmark         | 15        |

| Land (Organisation) | Certificering |
| ------------------- | ------------- |
| Danmark (IFPI)      | Guld          |